# Raed Saleh

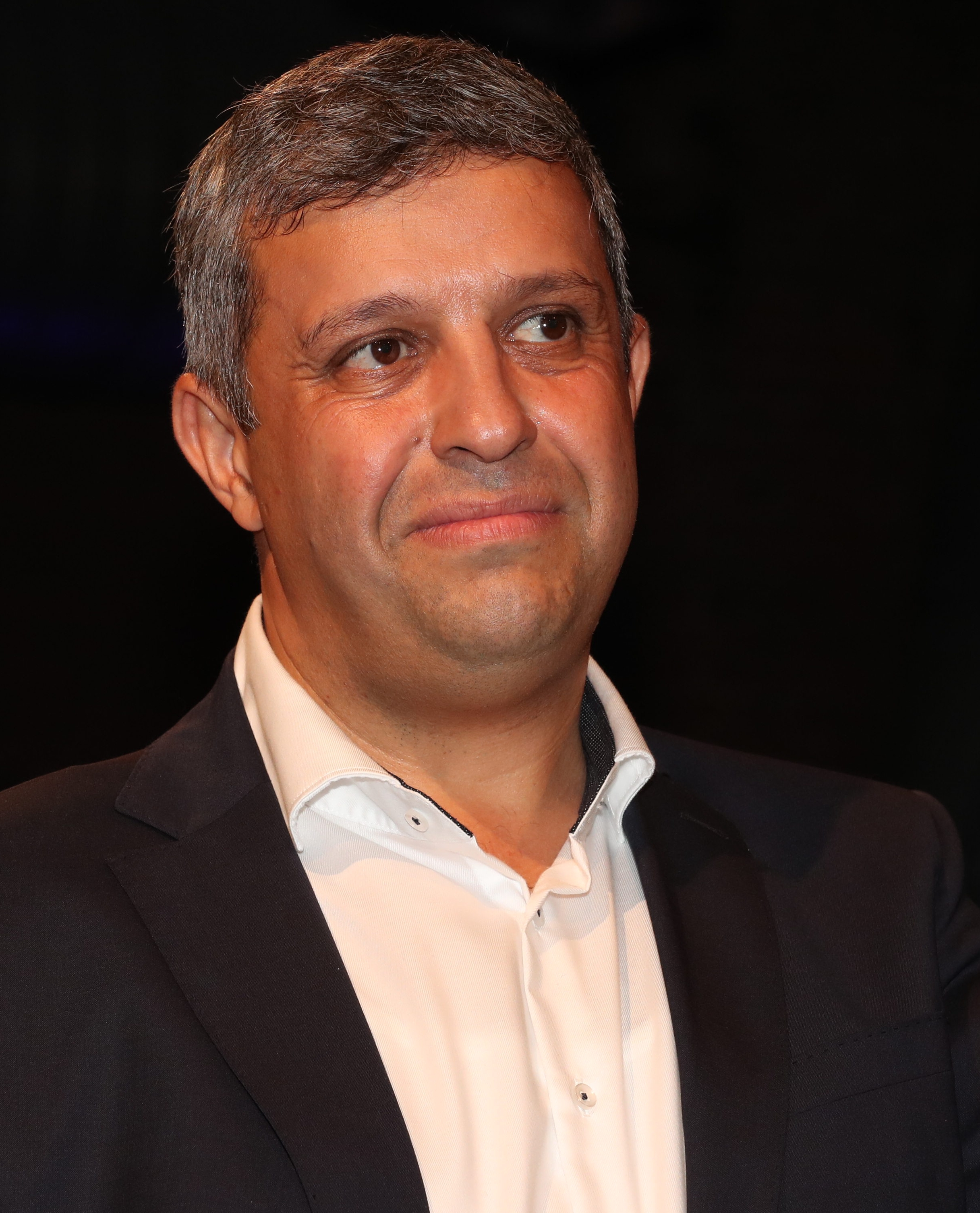
Raed Saleh (2021)

Raed Saleh (* 10. Juni 1977 in Sebastia, Westjordanland) ist ein deutscher Politiker (SPD). Er ist seit 2006 Mitglied des Abgeordnetenhauses von Berlin und seit 2011 Vorsitzender der SPD-Fraktion. Außerdem war er von November 2020 bis Mai 2024 gemeinsam mit Franziska Giffey Vorsitzender der SPD Berlin.

## Leben
Saleh hat palästinensische Wurzeln. Er kam 1982 als Fünfjähriger mit seinen Eltern aus dem Dorf Sebastia im Westjordanland nach Deutschland. Sein Vater fand Arbeit in einer Großbäckerei, die Mutter kümmerte sich um die neun Kinder. Saleh besuchte die Grundschule am Birkenhain sowie die Lily-Braun-Oberschule in Berlin-Spandau, die er 1997 mit dem Abitur abschloss.
Während der Schulzeit begann er in einer Burger-King-Filiale zu jobben und arbeitete sich nach einem abgebrochenen Medizinstudium vom Grill in die Geschäftsführung hinauf.
Er ist Gründer und Mitinhaber der seit 2005 existierenden Online-Druckerei mandaro GmbH in Berlin-Hakenfelde.
Raed Saleh ist verheiratet und Vater zweier Söhne. Er ist bekennender Muslim. Nach einer Selbstbeschreibung sei er ein „deutscher Sozialdemokrat arabischer Herkunft und muslimischen Glaubens, und Berliner durch und durch“.

## Politische Ämter und Abgeordnetenmandat
Saleh trat 1995 der SPD bei. 2002 wurde er in den Vorstand der SPD Spandau gewählt und 2008 wurde er Kreisvorsitzender. Als Spandauer Kreisvorsitzender gehört er auch dem Vorstand der SPD Berlin an.

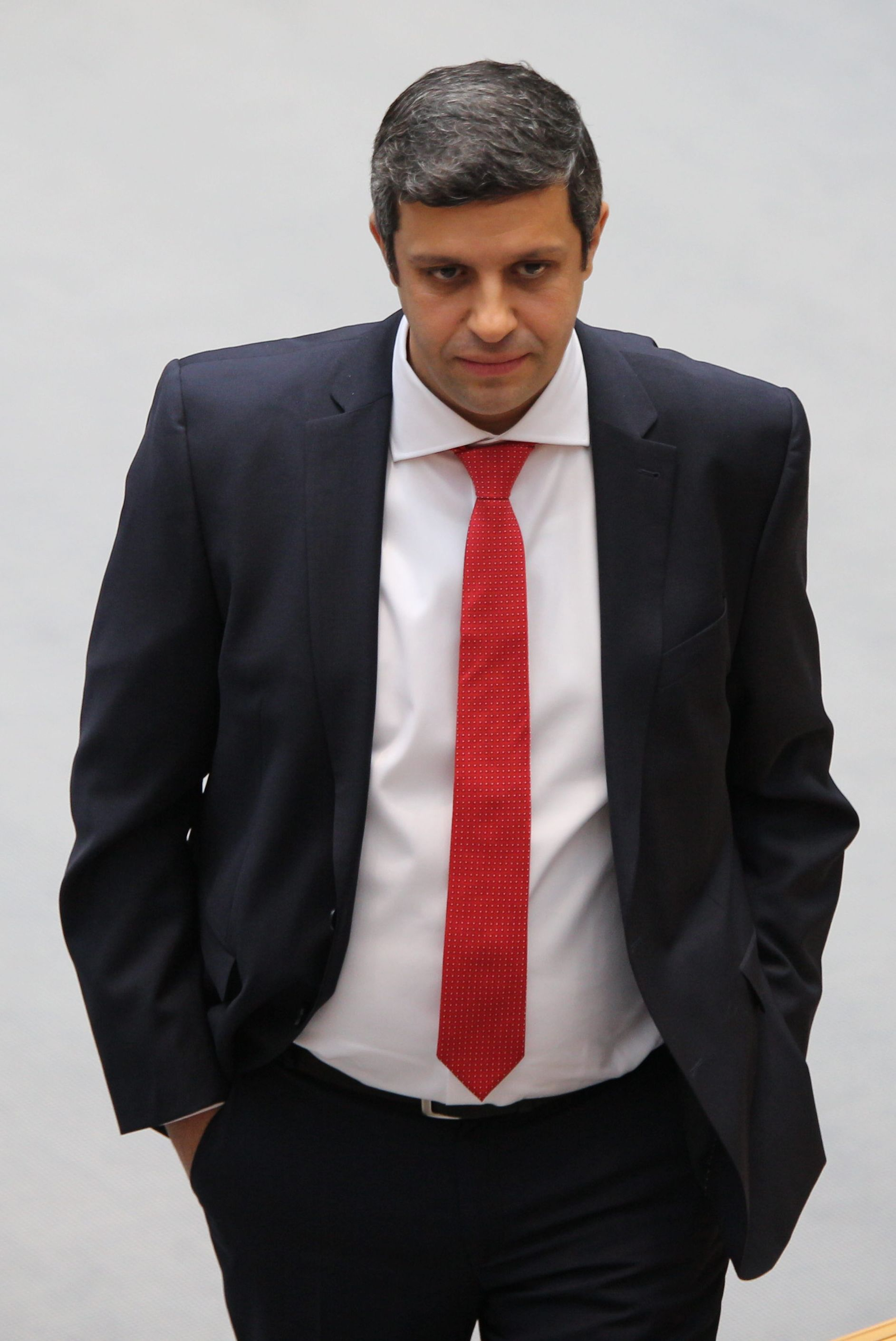
Raed Saleh (2016)

Saleh ist seit 2006 Mitglied des Abgeordnetenhauses von Berlin. Im Dezember 2011 löste er Michael Müller als Vorsitzenden der SPD-Fraktion im Abgeordnetenhaus von Berlin ab. Nachdem Klaus Wowereit am 26. August 2014 seinen Rücktritt als Regierender Bürgermeister von Berlin zum Dezember 2014 bekannt gab, kandidierte Saleh neben den Mitbewerbern Jan Stöß, seinerzeit Berliner SPD-Landesvorsitzender, und Michael Müller, damals Stadtentwicklungssenator im Senat von Wowereit, für das Amt des Regierenden Bürgermeisters von Berlin. Müller setzte sich in der SPD-internen Abstimmung mit einer absoluten Mehrheit gegenüber Stöß und Saleh durch. Stöß erhielt 20,8 Prozent; Saleh 19,6 Prozent.

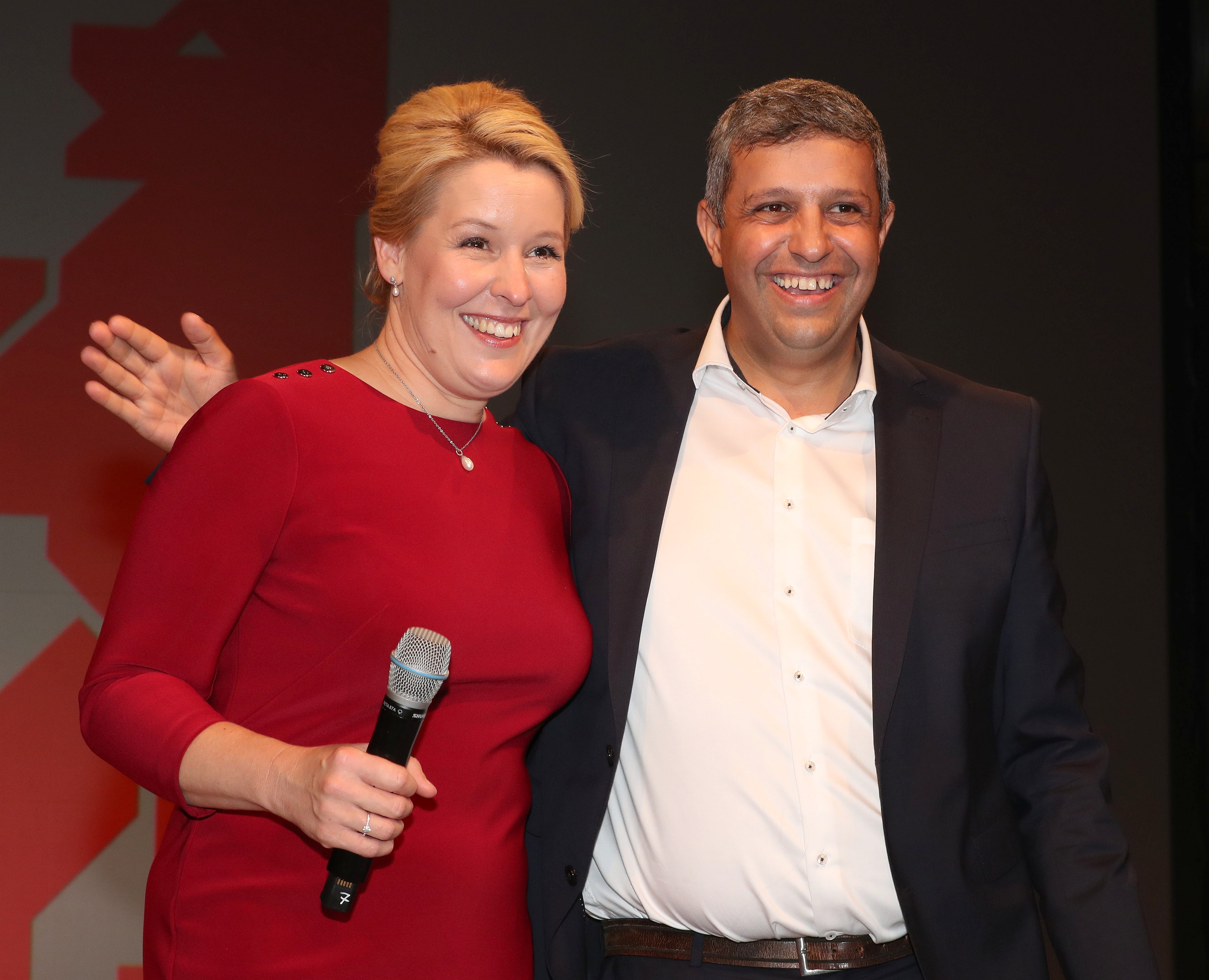
Saleh zusammen mit Franziska Giffey beim Wahlabend (2021)

Auf dem Landesparteitag am 28. November 2020 wurden Saleh und Franziska Giffey zu Berliner Landesvorsitzenden gewählt. Giffey erhielt 89,4 Prozent der Stimmen und Saleh 68,7 Prozent der Stimmen. Der bisherige Amtsinhaber Michael Müller trat nicht mehr an. Am 25. Mai 2024 wurde Saleh und Giffey im Amt der Landesvorsitzenden von Nicola Böcker-Giannini und Martin Hikel abgelöst. Saleh hatte zuvor einen nicht bindenden Mitgliederentscheid verloren.

## Politische Positionen
Saleh hat sich wiederholt für die Bezahlbarkeit der Bildung eingesetzt; er wolle Zugangsbarrieren abschaffen und die Qualität der Berliner Schulen sicherstellen. Auf seine Initiative hin wurde das Konzept der sogenannten Brennpunktschulen entwickelt und umgesetzt. Die Idee entstand 2012 während einer gemeinsamen Reise mit dem Bezirksbürgermeister von Neukölln, Heinz Buschkowsky, nach Rotterdam, wo sich die beiden SPD-Politiker darüber informierten, wie gute Bildung in schwierige Kieze gebracht werden kann. Für mehrere Millionen Euro wurde das Konzept schließlich auf Betreiben von Saleh in Berlin umgesetzt, und es wurden insgesamt 58 Brennpunktschulen identifiziert, die eine besondere Unterstützung bekommen.
Salehs Ziel ist es, Bildung gebührenfrei zu machen, „von der Kita bis zur Uni“. Dafür hat er seit 2007 zusammen mit der SPD-Fraktion, auch gegen zum Teil erhebliche Widerstände in der eigenen Partei, die kostenlose Kita in Berlin durchgesetzt. Zusammen mit dem damaligen CDU-Fraktionsvorsitzenden Florian Graf hat er schließlich erwirkt, dass auch für Kinder unter drei Jahren der Besuch generell gebührenfrei ist. Später folgten das gebührenfreie Mittagessen an Schulen, das kostenlose BVG-Ticket für Schüler sowie die kostenlose Hort-Betreuung.
2012/2013 setzte sich Raed Saleh gemeinsam mit Florian Graf (CDU) für die Erhöhung der Ausgaben für die Schulsanierung auf 64 Millionen Euro ein.
Eine Partei sei vor allem dann stark, wenn sie soziale Gerechtigkeit und unternehmerische Vernunft zusammen denke, schrieb Saleh in seinem Buch Ich deutsch: Die neue Leitkultur.
Saleh ist Befürworter des Mindestlohnes und schlug dem Berliner Senat bei dem Programm „Berlin Arbeit“, einem Beschäftigungsprogramm für Langzeitarbeitslose, ebenfalls den Mindestlohn von 8,50 Euro vor. Während der Senat weiter 7,50 Euro pro Stunde zahlen wollte und gleichzeitig Arbeit für eine 40-Stunden-Woche anbot, war mit der Forderung nach 8,50 Euro eine Reduzierung auf 30 Stunden in der Woche verbunden. Der Senat begründete dies mit den begrenzten Mitteln. Sollte ein höherer Stundenlohn von 8,50 Euro gezahlt werden, so gebe es auch „deutlich weniger Stellen“. Im Frühjahr 2020 war Saleh maßgeblich mit daran beteiligt, dass der Berliner Landesmindestlohn um 3,50 Euro auf 12,50 Euro angehoben wurde. Er bezeichnete den Schritt als eine „Frage des Respekts“ und einen Schutz für Hunderttausende Berliner, damit sie nicht „im Alter unter die Grundsicherung rutschen“.
Daneben tritt Saleh für eine Rekommunalisierung der öffentlichen Daseinsvorsorge in Berlin ein. Er unterstützte den Rückkauf der Berliner Wasserbetriebe, die 1999 unter Beteiligung der SPD teilprivatisiert werden mussten, um einen verfassungsgemäßen Haushalt garantieren zu können. Langfristig kann sich Saleh ein großes Stadtwerk, bestehend aus den Bereichen Wasser-, Strom- und Gasversorgung vorstellen. Er kritisierte wiederholt die Privatisierungspolitik des Senats unter Wowereit. Bereits im Jahr seines Einzugs ins Berliner Abgeordnetenhaus 2006 kämpfte er gegen den Verkauf der Großraumsiedlung Heerstraße-Nord, in der der Politiker aufgewachsen ist, an einen privaten Investor. Doch drang er mit seiner Kritik nicht durch, und mehrere Tausend Wohnungen der städtischen GSW wurden verkauft. Im Herbst 2019 kaufte die städtische Gewobag die Wohnungen für ein Vielfaches des einstigen Verkaufserlöses zurück. Darüber hinaus unterstützte Saleh einen Antrag im Parlament, der eine Milliarde Euro für den Bau von landeseigenen Wohnungen vorsieht.
Im Juli 2015 warf er dem Parteivorsitzenden Sigmar Gabriel vor, der Bundeskanzlerin Angela Merkel „nachzueifern“ statt sich von ihr „abzusetzen“. Gabriel habe noch kein „eigenes Profil“ entwickelt, der Partei unter seiner Führung fehle es an „Haltung und Glaubwürdigkeit“. Als Kanzlerkandidatin der SPD brachte er Gesine Schwan ins Gespräch.
Im Oktober 2015 forderte Saleh eine Debatte über eine neue deutsche Leitkultur. Diese Idee griff er später erneut auf und veröffentlichte dazu ein Buch mit dem Titel Ich deutsch: Die neue Leitkultur. Darin entwickelt der Politiker zehn „Spielregeln“ für das gemeinsame Zusammenleben. Das Buch wurde kontrovers diskutiert. Während viele regionale und überregionale Medien positiv berichteten und den Text als wichtigen Beitrag zur Integrationsdebatte einstuften, kam es im Internet zu Anfeindungen u. a. der extremen Rechten. Die Thesen zur „neuen deutschen Leitkultur“, seine Herkunft, vor allem aber auch sein Engagement für den historischen Wiederaufbau einer Synagoge in Berlin-Kreuzberg machten den Berliner Politiker zu einem bevorzugten Feindbild rechtsextremer Aktivisten. So wurde er schließlich auf der antisemitischen Homepage Judaswatch als einziger Berliner Landespolitiker in der Kategorie A („sehr einflussreich“) geführt und zum Feindbild erklärt. „Alle aufgeführten Personen müssen damit rechnen, zur Zielscheibe von Hass und womöglich sogar Anschlägen zu werden“, sagte der Vorsitzende des Zentralrats der Juden Josef Schuster dazu. Inzwischen ist die Seite abgeschaltet, nachdem sie im Januar 2020 von der Bundesprüfstelle auf den Index gesetzt worden war und die Generalstaatsanwaltschaft München gegen die Betreiber wegen Volksverhetzung ermittelte.
Auf Salehs Initiative hin gründete sich im Februar 2019 das Kuratorium für den Wiederaufbau der Berliner Synagoge am Fraenkelufer und wählte Saleh einstimmig zu seinem Vorsitzenden. Die Synagoge war die erste, die 1938 in der Reichspogromnacht den Bränden zum Opfer fiel. Der Politiker wünscht sich einen Beginn des Wiederaufbaus im November 2023, genau 85 Jahre nach der Reichspogromnacht. Er möchte dies als Mahnung an „alle Spalter, Nationalisten, Nazis und Rechtspopulisten“ verstanden wissen.
Als durch die Corona-Krise ein Streit über die dadurch entstehenden Kosten innerhalb des Berliner Senats entstanden war, veröffentlichte Saleh ein Strategiepapier, demzufolge die Berliner Landesregierung sämtliche durch die Krise verursachten Ausgaben über neue Schulden finanzieren soll. Auch ein Anwachsen der Landesschulden von erneut über 60 Milliarden Euro solle dafür in Kauf genommen werden. Die Klimapolitik, eine moderne Infrastruktur und die Liegenschaftspolitik dürften wegen der Pandemie nicht zurückgedreht werden.
Aufgrund steigender Inflation sowie sprunghaft gestiegener Energie- und Lebensmittelpreise infolge des Russischen Überfalls auf die Ukraine 2022 warnte Saleh vor drohendem ökonomischen Abstieg breiter Bevölkerungsschichten und forderte mehr Anstrengungen von der Bundesregierung, die seiner Meinung nach wegen der Inflation über Mehreinnahmen in dreistelliger Milliardenhöhe verfügen könne. Gleichzeitig äußerte er Kritik an der FDP und Teilen der Grünen auf Bundesebene, die den Ernst der sozialen Lage noch nicht begriffen hätten und sich mit „theoretischen“ bis „zynischen“ Äußerungen, etwa zum Energiesparen, begnügen würden. Saleh betonte, das Land Berlin sei bereit, „mindestens eine Milliarde Euro“ aufzuwenden, um die Menschen zu entlasten und soziale Härten bei den Bürgern abzufedern. Man warte aber dringend auf das Entlastungspaket des Bundes, um besser steuern zu können, an welchen Stellen flankierende Maßnahmen durch das Land Berlin neben denen des Bundes erforderlich seien.
Kurz vor dem Auslaufen des bundesweit gültigen 9-Euro-Tickets Ende August 2022 kündigten Saleh und die Regierende Bürgermeisterin von Berlin Franziska Giffey an, den Koalitionspartnern von Linkspartei und Bündnis 90/Die Grünen in Berlin vorzuschlagen, notfalls einen Alleingang als Land Berlin oder gemeinsam mit Brandenburg zu machen. Von der Bundesregierung verlangten sie, eine Nachfolgeregelung mit den Ländern zu vereinbaren. Ferner forderte Saleh eine Übergewinnsteuer – ähnlich den Regelungen anderer europäischer Staaten im Zuge steigender Lebenshaltungskosten und Inflation in ganz Europa.

## Kritik
In einem offenen Brief vom 8. November 2017 wird Saleh von 14 Mitgliedern seiner Fraktion heftig kritisiert. Ihm wird u. a. vorgeworfen, bei wichtigen Veranstaltungen sowie bei Plenarsitzungen zu fehlen und sich nicht mit der Fraktion abzustimmen.
Aufgrund seiner Thesen zur „Neuen Deutschen Leitkultur“ ist Saleh häufig mit teils massiven Anfeindungen – insbesondere aus dem rechtspopulistischen bis rechtsextremen Bereich – konfrontiert. Diese Kritik bezog sich meist zugleich auf die Herkunft und die Religion des Autors, indem erklärt wurde, dass jemand wie er, der Muslim und nicht in Deutschland geboren ist, nicht die Spielregeln für das gesellschaftliche Zusammenleben in Deutschland aufstellen könne.
Salehs Auftritt in der TV-Satiresendung Chez Krömer am 17. Februar 2020 wurde von der Berliner Morgenpost und dem Berliner Stadtmagazin Zitty wegen seiner ideenlosen Konter mit Textbausteinen kritisiert und als „peinlich“ bezeichnet. Er habe sich vom Moderator „beleidigen und vorführen“ lassen, habe „tapfer gelächelt, aber hilflos gewirkt“.
Auch sein Gastbeitrag in der Berliner Zeitung vom 14. Februar 2020, in dem er CDU und FDP mangelnde Verfassungstreue vorwarf, löste eine Kontroverse aus.

## Veröffentlichungen
- Hausaufgaben statt Hass. Warum wir Antisemitismus nur mit aktiver Integrationspolitik bekämpfen können, in: Der Spiegel Nr. 31, 28. Juli 2014, S. 28 f.
- Ich deutsch: Die neue Leitkultur. Hoffmann und Campe, Hamburg 2017, ISBN 978-3-455-00165-5.[37]